# Mali oblak ljubavi
Mali oblak ljubavi četrnaesti je album bosanskohercegovačkog pjevača Željka Bebeka. Album sadrži 12 skladbi od kojih su hitovi Kupit ću sat, Dunav, Učini me sretnim, Kakav otac takav sin, Kćeri moja i 100 dana sam pio. Objavljen je u lipnju 2021. u izdanju Croatia Recordsa.

## O albumu
Album je sniman u razdoblju 2019-2021. Ovo je prvi album na kojem Bebek surađuje sa sinom Zvonimirom, prvi album na kojem Bebek surađuje sa starim kolegom Zrinkom Tutićem nakon 20 godina i prvi put na vinilu nakon gotovo 30 godina.
Na albumu su surađivali i Nenad Ninčević, Mario i Branimir Mihaljević, Fayo, Darija Hodnik i drugi.
Album su pratili spotovi za Kćeri moja, Kupit ću nam sat, Dunav, Učini me sretnim, Kakav otac takav sin, Kćeri moja i 100 dana sam pio.